# ماجدة التميمي
ماجدة عبد اللطيف التميمي (1960-) عضو مجلس النواب العراقي عن محافظة بغداد عضو في التيار الصدري، حاصلة على الدكتوراه في إدارة الأعمال.

## السيرة الذاتية
الدكتورة ماجدة عبد اللطيف محمد علي التميمي، ولدت في مدينة الصدر ببغداد في 9 سبتمبر 1960 م. عضوة في تيار الأحرار التابع للتيار الصدري وقد ترشحت عن محافظة بغداد وفازت في الانتخابات البرلمانية العراقية 2014 كشفت ملفات فساد مفترضة.

## الشهادات الحاصلة عليها
1. شهادة الدكتوراه في تخصص إدارة الأعمال بتاريخ 9/3/2005، وبدرجة جيد جدا عال (الأولى على الدورة)، عنوان الأطروحة “اثر كلفة جودة المنتج في تحسين أداء العمليات وفق الأسبقيات التنافسية” دراسة حالة في الشركة العامة للصناعات الكهربائية (معمل المحركات) تم التركيز على المنظور الياباني.
2. شهادة الماجستير عام (1988) بدرجة جيد جدا (الأولى على الدورة)، عنوان الاطروحة: «(اثر تقنيات الإنتاج على كفاية الاداء) دراسة تطبيقية في معملي اسمنت كبيسة والكوفة».
3. شهادة البكالوريوس عام (1982) بدرجة جيد جدا (الأولى على الدورة) الجامعة المستنصرية / كلية الإدارة والاقتصاد / قسم إدارة الأعمال. وكان البرنامج يتضمن دراسة كافة المواد المحاسبية والمالية وبكل التفاصيل.